# Język biafada
Język biafada, bidyola – język z grupy tende rodziny języków nigero-kongijskich, używany w Gwinei Bissau. Liczebność użytkowników ocenia się na około 51 tys. osób.